# Myrmecophilus sanctaehelenae
Myrmecophilus sanctaehelenae är en insektsart som beskrevs av Lucien Chopard 1970. Myrmecophilus sanctaehelenae ingår i släktet Myrmecophilus och familjen Myrmecophilidae. Inga underarter finns listade i Catalogue of Life.